# 서용달
서용달(徐龍達, 1933년~)은 대한민국의 경영학자이자, 모모야마 가쿠인 대학의 명예교수이다.

## 생애
1933년, 부산에서 태어난 그는 고베 대학에서 경영학 박사를 마친 뒤 1963년에 모모야마 가쿠인 대학 경영학부 전임 교수를 맡으며 일본 대학에서 최초의 외국인 교수가 되었다.
1972년에는 재일한조선대학인협회를 발족했으며 2017년 9월, 오랫동안 재일한국인의 인권옹호와 법적 지위 향상에 공헌한 것을 인정받아 대한민국 정부로부터 재일 한국인 학자로서는 처음으로 국민훈장 무궁화장을 받았다.